# Berthiérine
Ne doit pas être confondu avec Berthiérite.
La berthiérine est une espèce minérale du groupe des silicates, sous-groupe des phyllosilicates, de la famille des serpentines, de formule (FeII,FeIII,Al)3(Si,Al)2O5(OH)4.

## Inventeur et étymologie
Décrite par François Sulpice Beudant en  1832, et dédiée au minéralogiste français Pierre Berthier.

## Topotype
Hayange, Meurthe-et-Moselle, Lorraine, France

## Cristallochimie
Elle fait partie d'un groupe de minéraux isostructuraux : les serpentines et plus particulièrement du sous-groupe de l'amésite.

### Sous-groupe de l'amésite
- Amésite Mg2Al(SiAl)O5(OH)4 C1 1
- Berthiérine (Fe2+,Fe3+,Al,Mg)2-3(Si,Al)2O5(OH)4 Cm m
- Brindleyite (Ni,Mg,Fe2+)2Al(SiAl)O5(OH)4 C 2 2
- Fraipontite (Zn,Al)3(Si,Al)2O5(OH)4 Cm m
- Kellyite (Mn2+,Mg,Al)3(Si,Al)2O5(OH)4 P 63 6
- Manandonite Li2Al4[(Si2AlB)O10](OH)8 C1 1
- Cronstedtite Fe2+2Fe3+(SiFe3+)O5(OH)4 P 31m 3m